# Paolo Galeazzi
Paolo Galeazzi (San Gemini, 20 dicembre 1885 – Marina di Grosseto, 10 agosto 1971) è stato un vescovo cattolico italiano.

## Biografia
Nato a San Gemini nella provincia di Terni il 20 dicembre 1885, da Angelo Galeazzi e Degna Gentili, si trasferì a Torino nel 1898 per iniziare i propri studi religiosi presso la Piccola casa della Divina Provvidenza, su interessamento di Cesare Boccanera, vescovo di Narni. Dopo essersi laureato in teologia e diritto canonico al seminario arcivescovile di Torino, il 27 giugno 1909 fu ordinato sacerdote. Insegnò nei seminari di Terni e Narni e al collegio Ghislieri di Roma, prima di essere nominato parroco della cattedrale di Narni. Durante la prima guerra mondiale, fu cappellano militare dei bersaglieri. Nel 1924, il vescovo Cesare Boccoleri lo nominò vicario generale della diocesi di Narni.
Il 16 settembre 1932 fu nominato vescovo di Grosseto da papa Pio XI: ricevette la consacrazione episcopale il 28 ottobre 1932 dal vescovo Cesare Boccoleri e co-consacratori i vescovi Francesco Maria Berti e Federico Emmanuel.
Durante il suo lungo episcopato, la diocesi di Grosseto si trasformò e innovò, grazie a numerose iniziative pastorali e alla capillare costruzione di chiese e strutture diocesane nel territorio. La prima grande opera fu riaprire il seminario vescovile, facendo realizzare la nuova sede di via Ferrucci, operativa a partire dal 1936. Il 19 marzo 1938 istituì la nuova parrocchia di San Giuseppe a Grosseto. Il 9 aprile dello stesso anno, nell'anniversario degli ottocento anni della traslazione della sede vescovile rosellana, eresse per la prima volta una nuova parrocchia a Roselle con il titolo dell'Immacolata Concezione, mentre nei giorni 15, 26 e 27 aprile fu indetto il sinodo diocesano. Istituì inoltre le parrocchie di Braccagni, Ribolla (1941) e San Donato (1943). La curia instaurò in questi anni una proficua collaborazione con l'ingegnere civile Ernesto Ganelli, già progettista del seminario, al quale il vescovo Galeazzi affiderà i progetti della quasi totalità delle nuove chiese erette durante la durata del suo vescovato.
Dopo la seconda guerra mondiale si occupò dei restauri del palazzo vescovile, del museo d'arte sacra e degli altri beni diocesani danneggiati dai bombardamenti. Si adoperò anche per la ricostruzione della chiesa di Porto Santo Stefano, allora non facente ancora parte della diocesi di Pitigliano-Sovana-Orbetello. Intensificò la propria attività pastorale e non cessò di erigere nuove parrocchie in tutti i borghi della Maremma grossetana: la parrocchia di Giardino nel 1945, quelle di Pian d'Alma, Marrucheti e Marina di Grosseto nel 1946, e la nuova parrocchia di San Giuseppe Benedetto Cottolengo a Grosseto, istituita l'11 settembre 1946. Nel febbraio 1949 eresse in parrocchia l'antica chiesa di San Francesco e dette inizio al progetto di edificare una grandiosa chiesa in memoria dei caduti dei bombardamenti del 1943: la monumentale basilica del Sacro Cuore di Gesù venne realizzata a partire dal 1953 su disegno di Ernesto Ganelli e consacrata dal vescovo Galeazzi il 26 aprile 1958. Con decreto vescovile del 1º gennaio 1955 istituì le parrocchie di Albinia, Arcille e Polverosa, contribuendo alla fondazione di nuovi centri a seguito della riforma agraria della Maremma. Nel 1956 furono erette invece le parrocchie di San Giuseppe a Bagno di Gavorrano e di Sant'Antonio agli Olmini di Sticciano. Si occupò anche di canoniche, di sale parrocchiali e di scuole materne, arrivando a costruirne una per ogni parrocchia.
Il 1º gennaio 1960 istituì quattro nuove parrocchie a Grosseto: Santissimo Crocifisso per il sobborgo di Porta Vecchia, Santa Lucia per il quartiere di Barbanella, San Carlo Borromeo per la frazione di Principina Terra e San Vincenzo de' Paoli per la località rurale Casotto dei Pescatori. L'ultima parrocchia istituita fu quella di Santa Maria Assunta a Nomadelfia, il 1º aprile 1962.
Il 10 maggio 1963 fu colpito da una trombosi cerebrale che lo costrinse a otto anni di paralisi in ritiro nella sua villa a Marina di Grosseto, lasciando la guida della diocesi all'amministratore apostolico Primo Gasbarri. Morì il 10 agosto 1971 a Marina di Grosseto e fu sepolto nella cripta della basilica del Sacro Cuore di Gesù il 26 aprile 1973.

## Il caso del campo di concentramento di Grosseto
Il nome del vescovo Paolo Galeazzi è associato a un evento accaduto durante la seconda guerra mondiale, quando nel 1943 da Alceo Ercolani, prefetto di Grosseto affiliato alla Repubblica di Salò, fu chiesto al vescovo di affittare la villa di Roccatederighi, di proprietà ecclesiastica e sede estiva del Seminario vescovile, per poterla utilizzare come campo di concentramento di detenuti ebrei. L'episodio è venuto alla luce a seguito delle ricerche della professoressa Luciana Rocchi, direttrice dell'Istituto storico grossetano. 
Il contratto di affitto firmato dal vescovo e dal maresciallo di pubblica sicurezza Gaetano Rizziello direttore del campo diceva: «Dietro invito motivato dalle emergenze di guerra» e «in prova di speciale omaggio presso il nuovo Governo» (quello di Salò), la Curia cede in affitto il seminario estivo presso Roccatederighi per farvi la sede del «campo di concentramento ebraico» a un canone di locazione mensile di 5 000 lire e l'opera di cinque suore per «la cucina, dispensa, guardaroba, infermeria, nonché per l'ordine nelle camerate delle donne». 
Poiché il Governo di Salò non pagò mai l'affitto, il vescovo Galeazzi, in una lettera del settembre 1944, a liberazione avvenuta, ne reclamò la riscossione al Governo Militare Alleato.
Il giudizio sul comportamento vescovo in questa circostanza, è discorde: da una parte, c'è chi condanna senza appello il prelato per collaborazionismo con il nazifascismo, considerato anche il suo precedente atteggiamento ritenuto per lo più favorevole verso il regime fascista, dall'altra c'è chi ne  giustifica l'operato affermando che il vescovo fosse stato costretto a sottoscrivere l'accordo dal regime salotino e che, accogliendo detenuti ebrei, egli li avrebbe in qualche modo salvati da luoghi ben peggiori. 
Di fatto nel campo furono internati 80 ebrei di cui 33 furono deportati ad Auschwitz e dei quali ne ritorneranno vivi solo 4, e nessuno di essi era grossetano.
Riguardo al comportamento del vescovo, riporta Tranquillo Servi (all'epoca dei fatti recluso nella Villa del Seminario) e pubblicato sul settimanale delle diocesi toscane Toscana Oggi del 9 febbraio 2003:
«Monsignor Galeazzi si prodigò in misura veramente eccezionale per assistere gli internati del campo di concentramento di Roccatederighi alleviando le loro apprensioni e le loro sofferenze. Il predetto mons. Galeazzi non appena aperto il campo di concentramento recintato da filo spinato e sorvegliato a vista dagli armati comandati dai tedeschi prese dimora nel campo medesimo insieme alla gentile sua sorella signorina Francesca, facendo quanto fu umanamente possibile per mantenere alto il morale degli internati stando costantemente al loro fianco ed offrendo una cena ed un pranzo in occasione del Natale del 1943 e della Epifania del 1944. Il diretto suo interessamento presso gli uffici della Questura e della Prefettura allora sfollati a Paganico valse a far liberare dal campo le dieci persone componenti la famiglia mia e del mio fratello garantendo lui il nostro operato di buoni lavoratori e garantendo altresì l'immediato nostro rientro al campo qualora le autorità lo avessero richiesto. Solo così riuscimmo a salvarci. Al passaggio della guerra quando i sorveglianti abbandonarono il loro posto, fece nascondere una trentina di internati rimasti perché non trasferiti e quando si presentarono i tedeschi a prelevarli rispose loro... che erano già stati trasferiti in alta Italia. Nella Questura lo chiamavano il "Vescovo degli ebrei" e lui rispondeva sempre sorridendo "è per me motivo di compiacimento"».
Altre testimonianze piene di gratitudine verso Galeazzi giunsero, come quelle di Paolo Angelo Poli, di Eugenia Servi e di Roberta Nunes.

## Genealogia episcopale
La genealogia episcopale è:
- Cardinale Scipione Rebiba
- Cardinale Giulio Antonio Santori
- Cardinale Girolamo Bernerio, O.P.
- Arcivescovo Galeazzo Sanvitale
- Cardinale Ludovico Ludovisi
- Cardinale Luigi Caetani
- Cardinale Ulderico Carpegna
- Cardinale Paluzzo Paluzzi Altieri degli Albertoni
- Papa Benedetto XIII
- Papa Benedetto XIV
- Arcivescovo Enrico Enriquez
- Arcivescovo Manuel Quintano Bonifaz
- Cardinale Buenaventura Córdoba Espinosa de la Cerda
- Cardinale Giuseppe Maria Doria Pamphilj
- Papa Pio VIII
- Papa Pio IX
- Cardinale Alessandro Franchi
- Cardinale Giovanni Simeoni
- Cardinale Antonio Agliardi
- Cardinale Basilio Pompilj
- Vescovo Amedeo Casabona
- Arcivescovo Cesare Boccoleri
- Vescovo Paolo Galeazzi